# Gagauzia
Gagauzia (tiếng Gagauz: Gagauz Yeri hoặc Gagauziya; tiếng România: Găgăuzia; tiếng Nga: Гагаузия, đã Latinh hoá: Gagauzija), thường được biết đến với tên gọi Lãnh thổ Tự trị Gagauzia (tiếng Gagauz: Avtonom Territorial Bölümlüü Gagauziya; tiếng România: Unitatea Teritorială Autonomă Găgăuzia; tiếng Nga: Автономное территориальное образование Гагаузия, đã Latinh hoá: Avtonomnoje territoriaľnoje obrazovanije Gagauzija), là một đơn vị hành chính tự trị của Moldova. Lãnh thổ này nằm ở cực Nam Moldova và có một số phần tiếp giáp tỉnh Odessa của Ukraina.
Toàn bộ lãnh thổ Gagauzia là một phần của Vương quốc România vào đầu thế kỷ 20 trước khi được nhập vào Liên Xô năm 1940 trong Thế chiến II. Khi Liên Xô bắt đầu tan rã, Gagauzia tuyên bố độc lập vào năm 1990, nhưng đã được sáp nhập vào Moldova vào năm 1994.

## Lịch sử
Theo một số giả thuyết, người Gagauz xuất thân từ người Thổ Nhĩ Kỳ Seljuq, người đã ra sắc lệnh ở Dobruja sau Anatilian Seljuq Sultan Izzeddin Keykavus II (1236 Chuyện1276). Họ có thể đến từ các dân tộc Pechal, Uz (Oghuz) và Cuman (Kipchak).
Có nhiều phần, một gia tộc của Oghuz Turks Nhận thức và có thời gian trong Balkans trong khi kết hợp với nhau. Gia tộc Oghuz Turk này đã chuyển đổi từ Hồi giáo sang Cơ đốc giáo chính thống sau khi định cư ở Bulgaria thời trung cổ, và được gọi là Gagauz Turks.
Theo các lý thuyết khác, Gagauz là hậu duệ của người Kutrigur Bulgari. [2] Trong bảo tàng Gagauz chính thức, một tấm biển đề cập rằng một trong hai sự kiện chính là họ đến từ Bulgars.

### Tiền Đế quốc Nga
Năm 1812, Bessarabia, trước đây là nửa phía đông của Công quốc Moldavia, đã bị Đế quốc Nga sáp nhập sau khi đánh bại Đế chế Ottoman trong Chiến tranh Nga-Thổ Nhĩ Kỳ giữa năm 1806 và 1812 (xem Hiệp ước Bucharest (1812)). Các bộ lạc Nogai cư ngụ ở một số ngôi làng ở phía nam Bessarabia (hoặc Budjak) đã buộc phải rời đi. Từ năm 1812 đến 1846, người Nga đã tái định cư người Gagauz từ vùng phía đông Bulgaria ngày nay (lúc đó thuộc Đế chế Ottoman) đến Bessarabia chính thống, chủ yếu ở các khu định cư do các bộ lạc Nogai bỏ trống. Họ định cư ở đó cùng với người Bessarabian Bulgari ở Avdarma, Comrat, Congaz, Tomai, Cișmichioi và các làng Nogai cũ khác. Một số Gagauz cũng được định cư ở một phần của Công quốc Moldavia không thuộc quyền kiểm soát của Nga vào năm 1812. Nhưng, trong vài năm, dân làng đã chuyển đến sống với người dân của họ trong khu vực nhỏ gọn mà con cháu sống ở thế kỷ 21 ở miền nam của Bessarabia.
Ngoại trừ năm ngày độc lập trên thực tế vào mùa đông năm 1906, khi một cuộc nổi dậy của nông dân tuyên bố một Cộng hòa tự trị Comrat, dân tộc Gagauzian đã bị cai trị bởi các nhóm thống trị khác: Đế quốc Nga (1812 - 1917), Romania (1918 -1940 và 1941 -1944), Liên Xô (1940 -1941 và 1944 -1991) và Moldova (1917 - 1918 và 1991 cho đến nay).

### Đế quốc Nga (1812 - 1917)
Năm 1912, Besarabia, trước đây là nửa phía đông của Công quốc Moldova, đã được sáp nhập vào đế quốc Nga sau thất bại của Đế chế Ottoman trong chiến tranh Nga-Thổ Nhĩ Kì trong những năm 1806-1812 (xem Hiệp ước Bucharest). Nogai, một bộ tộc sinh sống nhiều ở các ngôi làng ở phía nam Besarabia (hoặc Budjak) đã buộc phải rời khỏi. Từ năm 1812 đến năm 1846, Nga di dời người dân Gagauz vào ngày mùa đông ở Bulgaria (mà sau đó theo chỉ thị của Đế chế Ottoman) đến Besarabia, chủ yếu ở các khu định cư bỏ trống của bộ tộc Nogai.

## Hành chính
Gagauzia gồm có 26 đơn vị hành chính trực thuộc. Đó là 1 đô thị đặc biệt (thủ đô Komrat), 2 thành phố (Ceadîr-Lunga, Vulcănești) và 23 xã.
| Official name                                | Gagauz name                                  | % Gagauzians |
| -------------------------------------------- | -------------------------------------------- | ------------ |
| Comrat (municipality)                        | Komrat                                       | 72.8%        |
| Ceadîr-Lunga (city)                          | Çadır                                        | 73.7%        |
| Vulcănești (city) Vulcănești, loc. st. c. f. | Vulcănești (city) Vulcănești, loc. st. c. f. | 69.4% 22.5%  |
| Avdarma                                      | Avdarma                                      | 94.2%        |
| Baurci                                       | Baurçu                                       | 97.9%        |
| Beşalma                                      | Beşalma                                      | 96.7%        |
| Beşghioz                                     | Beşgöz                                       | 93.0%        |
| Bugeac                                       | Bucak                                        | 61.8%        |
| Carbalia                                     | Kırbaalı                                     | 70.2%        |

| Official name                                                  | Gagauz name                                                    | % Gagauzians     |
| -------------------------------------------------------------- | -------------------------------------------------------------- | ---------------- |
| Cazaclia                                                       | Kazayak                                                        | 96.5%            |
| Chioselia Rusă                                                 | Köseli Rus                                                     | 25.2%            |
| Chiriet-Lunga                                                  | Kiriyet                                                        | 92.6%            |
| Chirsova                                                       | Başküü                                                         | 45.6%            |
| Cioc-Maidan                                                    | Çok-Maydan                                                     | 93.1%            |
| Cişmichioi                                                     | Çöşmäküü                                                       | 94.4%            |
| Congaz                                                         | Kongaz                                                         | 96.1%            |
| Congazcicul de Sus (Congazul-Mic) Congazcicul de Jos Duduleşti | Congazcicul de Sus (Congazul-Mic) Congazcicul de Jos Duduleşti | 73.4% 87.2% 4.4% |
| Copceac                                                        | Kıpçak                                                         | 95.0%            |

| Official name                             | Gagauz name                               | % Gagauzians      |
| ----------------------------------------- | ----------------------------------------- | ----------------- |
| Cotovscoe                                 | Kırlannar                                 | 95.4%             |
| Dezghingea                                | Dezgincä                                  | 94.5%             |
| Etulia Etulia Nouă Etulia, loc. st. c. f. | Etulia Etulia Nouă Etulia, loc. st. c. f. | 92.7% 83.1% 94.5% |
| Ferapontievca                             | Parapontika                               | 94.5%             |
| Gaidar                                    | Haydar                                    | 96.5%             |
| Joltai                                    | Coltay                                    | 96.0%             |
| Svetlîi Alexeevca                         | Svetlîi Alexeevca                         | 35.4% 33.5%       |
| Tomai                                     | Tomay                                     | 95.1%             |